# ヨハン・パトクル

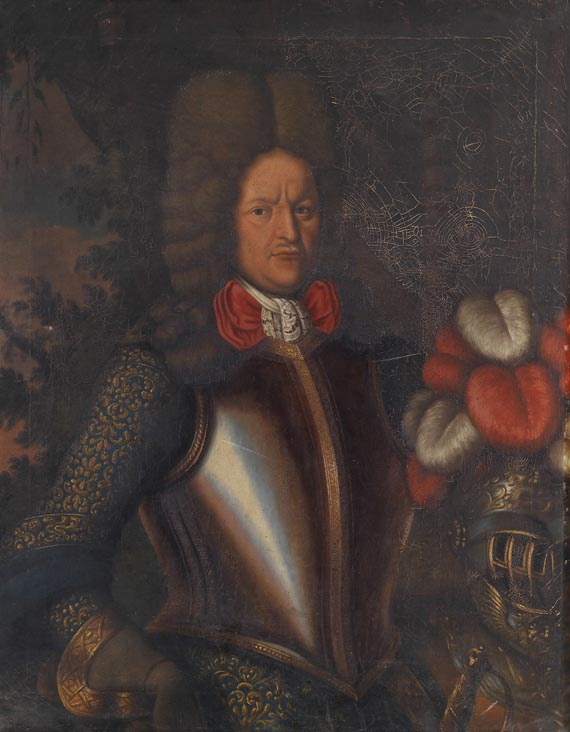
ヨハン・ラインホルト・フォン・パトクル

ヨハン・ラインホルト・フォン・パトクル（Johann Reinhold von Patkul, 1660年7月27日 - 1707年10月10日）は、リヴォニア（スウェーデン領リヴォニア）の貴族、政治家。バルト・ドイツ人（ドイツ系エストニア人）。1699年の北方同盟結成に尽力した。
ストックホルムの獄中（父が外患罪容疑で収監中だったため）で生まれ、軍人として経験を積む。その後パトクルは政治家となり、1690年にリヴォニア代表としてスウェーデンに赴いている。この当時リヴォニアは、絶対王政を導入したスウェーデン王カール11世により、農奴制を含めた特権を剥奪されていた。この為パトクルは、1692年に嘆願書を起草し、カール11世へ提出した（嘆願書には貴族の反乱も匂わせていた）。しかしパトクルはこの為に大逆罪を宣告され、外国へ逃亡した。カール11世の改革に抵抗したパトクルは、スウェーデンと対立していたポーランド・リトアニア共和国に亡命し、ポーランド・リトアニア連合君主兼ザクセン選帝侯であるアウグスト2世の補佐官となった。野心的なアウグスト2世はパトクルの言を要れ、ロシア及びデンマークとの同盟工作が行われた。この結果三国は、1698年から秘密裏に接触、1699年に北方同盟（反スウェーデン同盟）がザクセン公国の首都ドレスデンで結ばれた。その後パトクルは、スウェーデンと対戦した大北方戦争にも従軍した。
しかし、ザクセン＝ポーランド連合軍がスウェーデン軍に敗北し、1706年にアルトランシュテットの和議が結ばれると、スウェーデン軍に引き渡される事となった。カール12世は父王に犯したパトクルの大逆罪を許さず、翌1707年、パトクルはポーランドのカジミェシュ・ビスクピ（Kazimierz Biskupi）で車輪刑により処刑された。彼の処刑の模様は複数の記録によって詳述されており、処刑の際に首を刎ねろ、と哀願したが息絶えるまでは受け入れられなかったという。